# Mark Robson (Komponist)
Mark Robson (* 1957) ist ein US-amerikanischer Komponist und Pianist.
Robson hatte als Kind Klavier- später auch Flöten- und Orgelunterricht. Seine ersten Kompositionen schrieb er im Alter von neun Jahren. Er besuchte das Konservatorium des Oberlin College und studierte an der University of Southern California. Er vervollkommnete seine Klavierausbildung in Paris und studierte dort Ondes Martenot. Zu seinen Lehrern zählten Lydia Frumkin, Yvonne Loriod, Alain Motard, John Perry und James Bonn.
Von 1991 bis 2005 wirkte Robson als Korrepetitor und Assistenzdirigent an der Los Angeles Opera. Als Dirigent arbeitete er mit dem Brentwood-Westwood Symphony Orchestra zusammen, das auch die Uraufführung zweier seiner Kompositionen spielte, Apollo Rising und Christmas Suite. An den Musikfestspielen von Salzburg und Spoleto wirkte er als musikalischer Assistent mit.
1994 gehörte er zu den Gründungsmitgliedern der Piano Spheres, einer Gruppe von Pianisten, die sich der Aufführung selten gespielter zeitgenössischer Kompositionen widmet. Als Klaviersolist trat er u. a. in der Salle Marguerite Gaveau und Salle Cortot in Paris, dem Paleis Het Loo in den Niederlanden, an der James Madison University und beim Spoleto Festival auf. Er führte dabei mehrfach Olivier Messiaens Klavierzyklus Vingt regards sur l’enfant-Jésus auf. Weiterhin spielte er in einer Konzertreihe sämtliche Klaviersonaten Beethovens.
Von 2006 bis 2007 unterrichtete Robson an der Chapman University. Seit 2007 unterrichtet er Stimmbildung und Phrasierung an der Herb Alpert School of Music des California Institute of the Arts.

## Werke
- Apollo Rising für Orchester
- Christmas Suite für Orchester
- Dances and Dirges, Trio für Klavier, Cello und Klarinette
- 24 Preludes for the Left Hand, Klavierzyklus
- Initiation, Melodrama für Sprecher, Klavier und Perkussion
- Trio für drei Fagotte
- A Child of Air, Liederzyklus (Aufnahme mit Patricia Prunty)

| Personendaten    | Personendaten                           |
| ---------------- | --------------------------------------- |
| NAME             | Robson, Mark                            |
| KURZBESCHREIBUNG | US-amerikanischer Komponist und Pianist |
| GEBURTSDATUM     | 1957                                    |